# Pentarrhinum abyssinicum
Pentarrhinum abyssinicum är en oleanderväxtart. Pentarrhinum abyssinicum ingår i släktet Pentarrhinum och familjen oleanderväxter.

## Underarter
Arten delas in i följande underarter:
- P. a. abyssinicum
- P. a. angolense